# Saint-Julien-de-Raz
Pour les articles homonymes, voir Saint-Julien.
Saint-Julien-de-Raz ou Saint-Julien-de-Ratz est une ancienne commune française, rattachée à la commune nouvelle de La Sure en Chartreuse et située dans le département de l'Isère en région Auvergne-Rhône-Alpes.

## Géographie

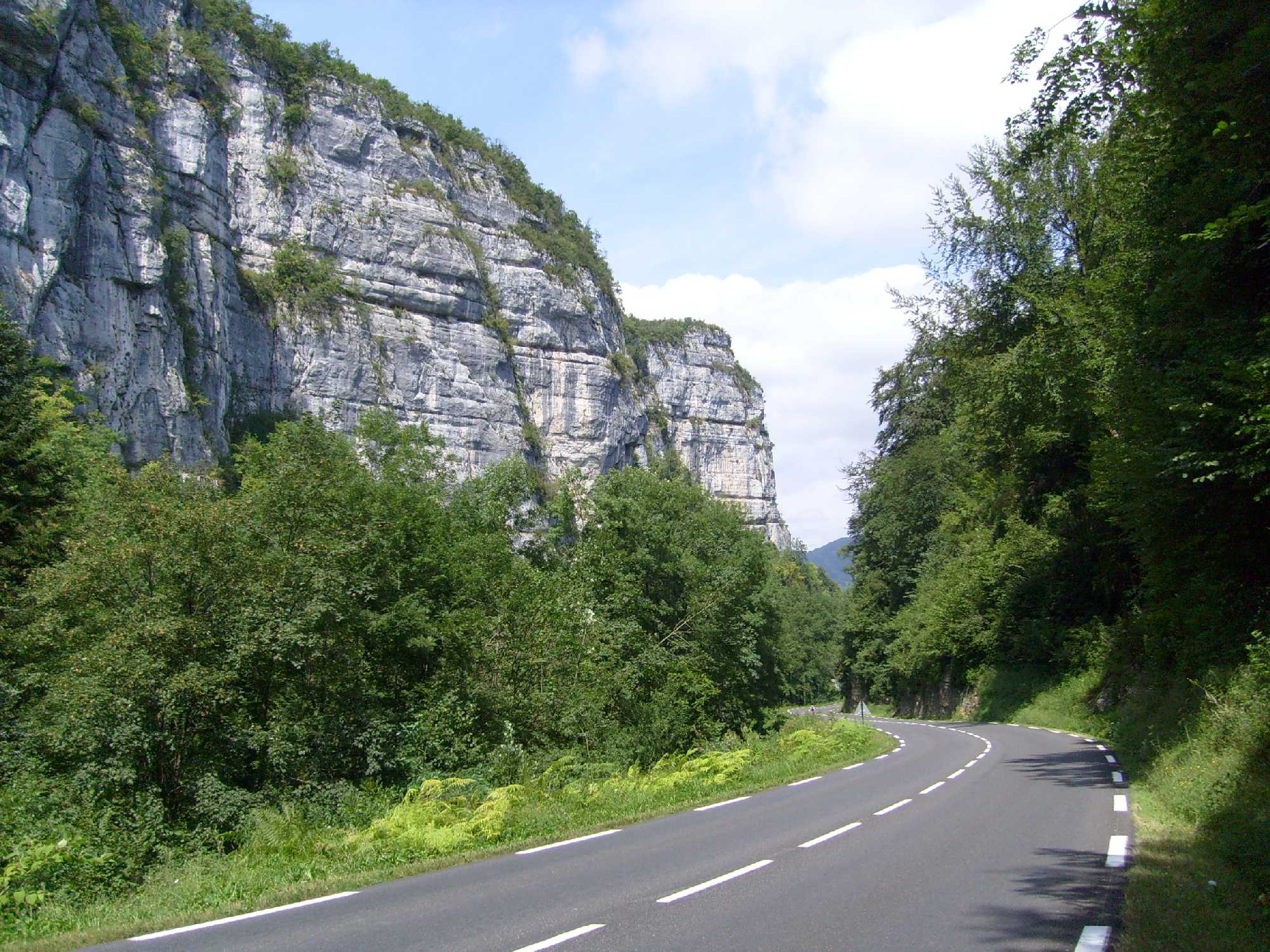
Le défilé du Grand Crossey.

### Situation et Description
Le bourg de Saint-Julien-de-Ratz est située sur le Plateau du Grand-Ratz auquel elle doit son nom. Ce modeste plateau calcaire est situé à l'extrémité sud du massif du Jura, au pied du massif de la Chartreuse dans le département de l'Isère.
Le territoire de cette ancienne commune se positionne dans la partie septentrionale du territoire communal de La Sure en Chartreuse.

## Histoire

### Époque médiévale
Le village a été complètement détruit lors d'un différend entre les Savoyards et les Dauphinois à la suite de la mort de Guigues VIII de Viennois en 1333 au château de la Perrière,.

### Époque moderne

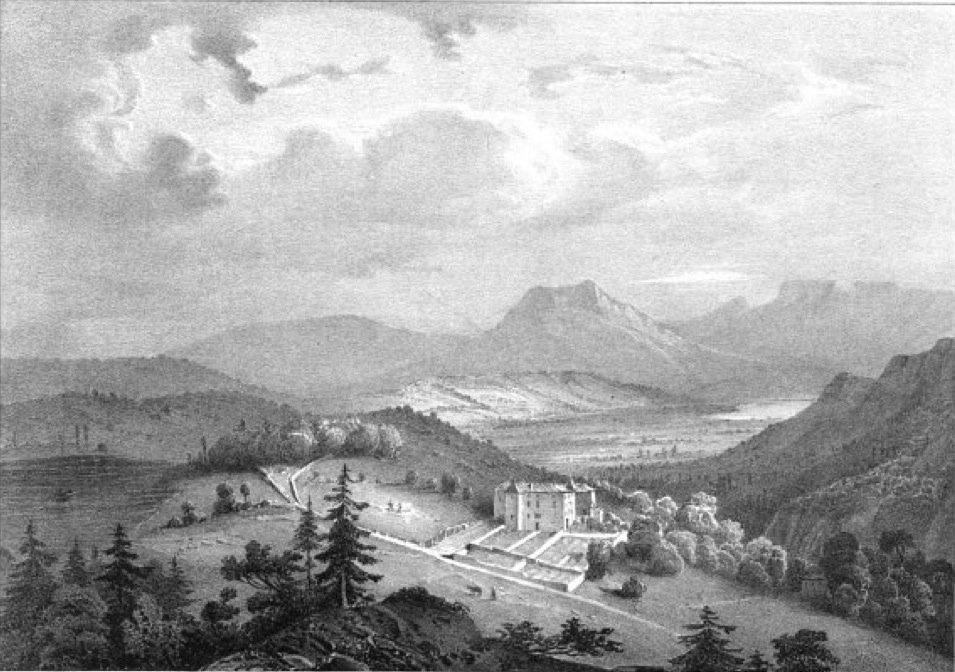
Saint-Julien-de-Raz au XIXe siècle, illustré par Victor Cassien (1808 - 1893)

Jusqu'en 1784, le village s'est appelé dans tous les actes publics Saint-Gelin de Ras. Le château des Dauphins est érigé au cours du XIXe siècle. Le commanditaire a été Hector Blanchet, historien et politicien, dont la fortune venait du commerce des toiles. L'église visible aujourd'hui date de la même période.

### Époque contemporaine
Le 1er janvier 2017, la commune fusionne avec sa voisine Pommiers-la-Placette pour créer la commune nouvelle nommée La Sure en Chartreuse.

## Politique et administration

### Liste des maires
| Période                                  | Période                   | Identité                          | Étiquette | Qualité  |
| ---------------------------------------- | ------------------------- | --------------------------------- | --------- | -------- |
| Les données manquantes sont à compléter. |                           |                                   |           |          |
| mars 2001                                | 2014                      | Mme Marie-Madeleine Sirand-Pugnet |           |          |
| mars 2014                                | décembre 2014 (démission) | M. Gilbert Montel                 |           | Retraité |
| 2014                                     | décembre 2016             | Mme Virginie Rivière              |           |          |

## Population et société

### Démographie
L'évolution du nombre d'habitants est connue à travers les recensements de la population effectués dans la commune depuis 1793. Pour les communes de moins de 10 000 habitants, une enquête de recensement portant sur toute la population est réalisée tous les cinq ans, les populations de référence des années intermédiaires étant quant à elles estimées par interpolation ou extrapolation. Pour la commune, le premier recensement exhaustif entrant dans le cadre du nouveau dispositif a été réalisé en 2008.

En 2014, la commune comptait 428 habitants, en évolution de −0,23 % par rapport à 2008 (Isère : +3,07 %, France hors Mayotte : +2,11 %).
| 1793 | 1800 | 1806 | 1821 | 1831 | 1836 | 1841 | 1846 | 1851 |
| ---- | ---- | ---- | ---- | ---- | ---- | ---- | ---- | ---- |
| 274  | 298  | 295  | 345  | 356  | 383  | 382  | 430  | 377  |

| 1856 | 1861 | 1866 | 1872 | 1876 | 1881 | 1886 | 1891 | 1896 |
| ---- | ---- | ---- | ---- | ---- | ---- | ---- | ---- | ---- |
| 328  | 317  | 307  | 312  | 301  | 281  | 302  | 260  | 250  |

| 1901 | 1906 | 1911 | 1921 | 1926 | 1931 | 1936 | 1946 | 1954 |
| ---- | ---- | ---- | ---- | ---- | ---- | ---- | ---- | ---- |
| 210  | 165  | 185  | 128  | 123  | 123  | 124  | 196  | 214  |

| 1962 | 1968 | 1975 | 1982 | 1990 | 1999 | 2006 | 2008 | 2013 |
| ---- | ---- | ---- | ---- | ---- | ---- | ---- | ---- | ---- |
| 148  | 165  | 228  | 318  | 353  | 443  | 435  | 429  | 429  |

| 2014 | - | - | - | - | - | - | - | - |
| ---- | - | - | - | - | - | - | - | - |
| 428  | - | - | - | - | - | - | - | - |

## Économie

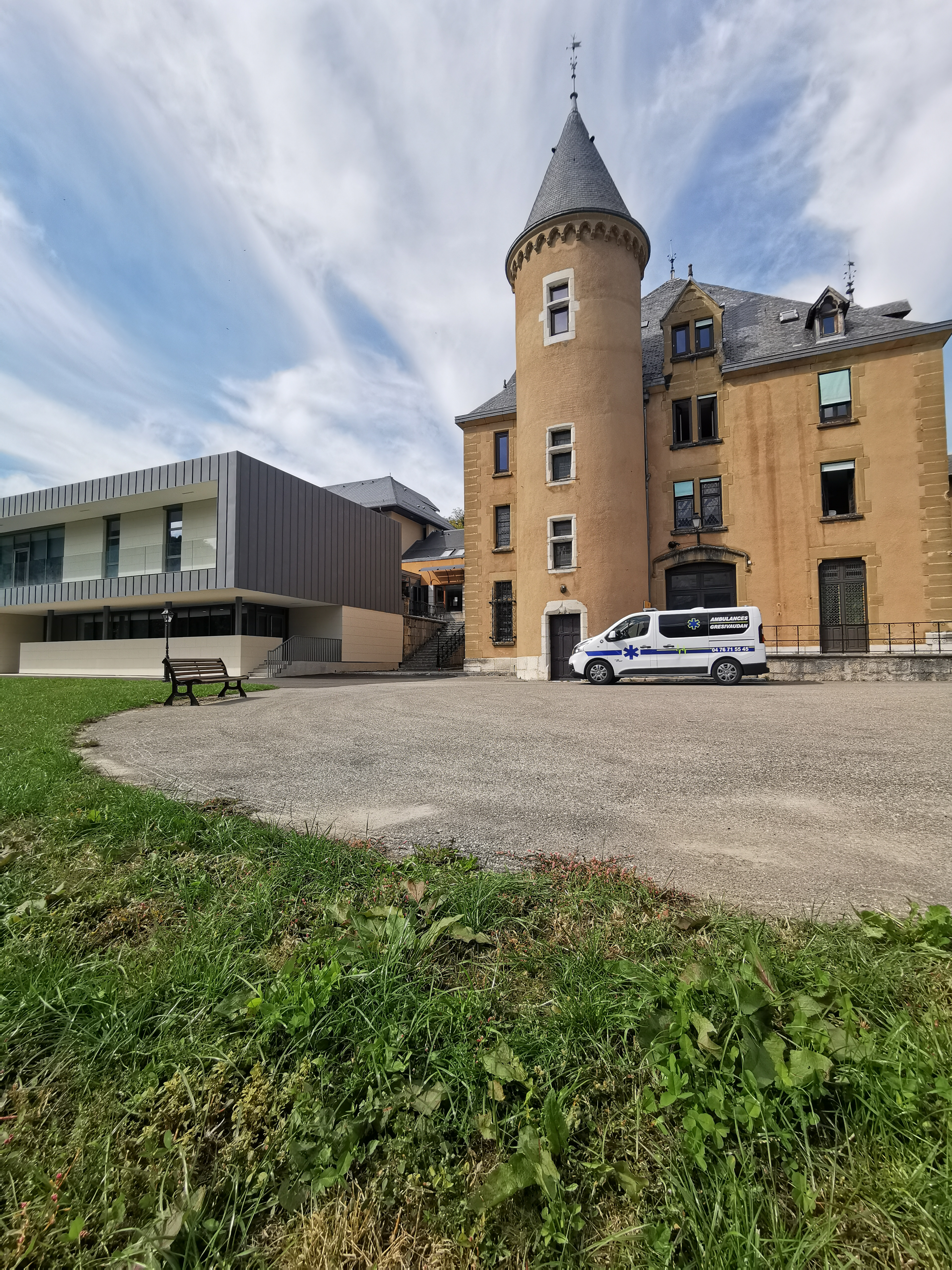
Centre Henri Bazire avec son plateau technique (inauguré 2022)

Selon le maire, le principal employeur de la commune en 2022 est le centre de pneumologie Henri-Bazire.

## Culture locale et patrimoine

### Lieux et monuments
- Vestiges du château de la Perrière, château fort du XIIIe siècle[10].
- Le château des Dauphins ou château Bazire, du XIXe siècle, aujourd'hui établissement de soins de suite et de réadaptation[3].
- L'église Saint-Julien de Saint-Julien-de-Raz du XIXe siècle[10].

### Patrimoine naturel

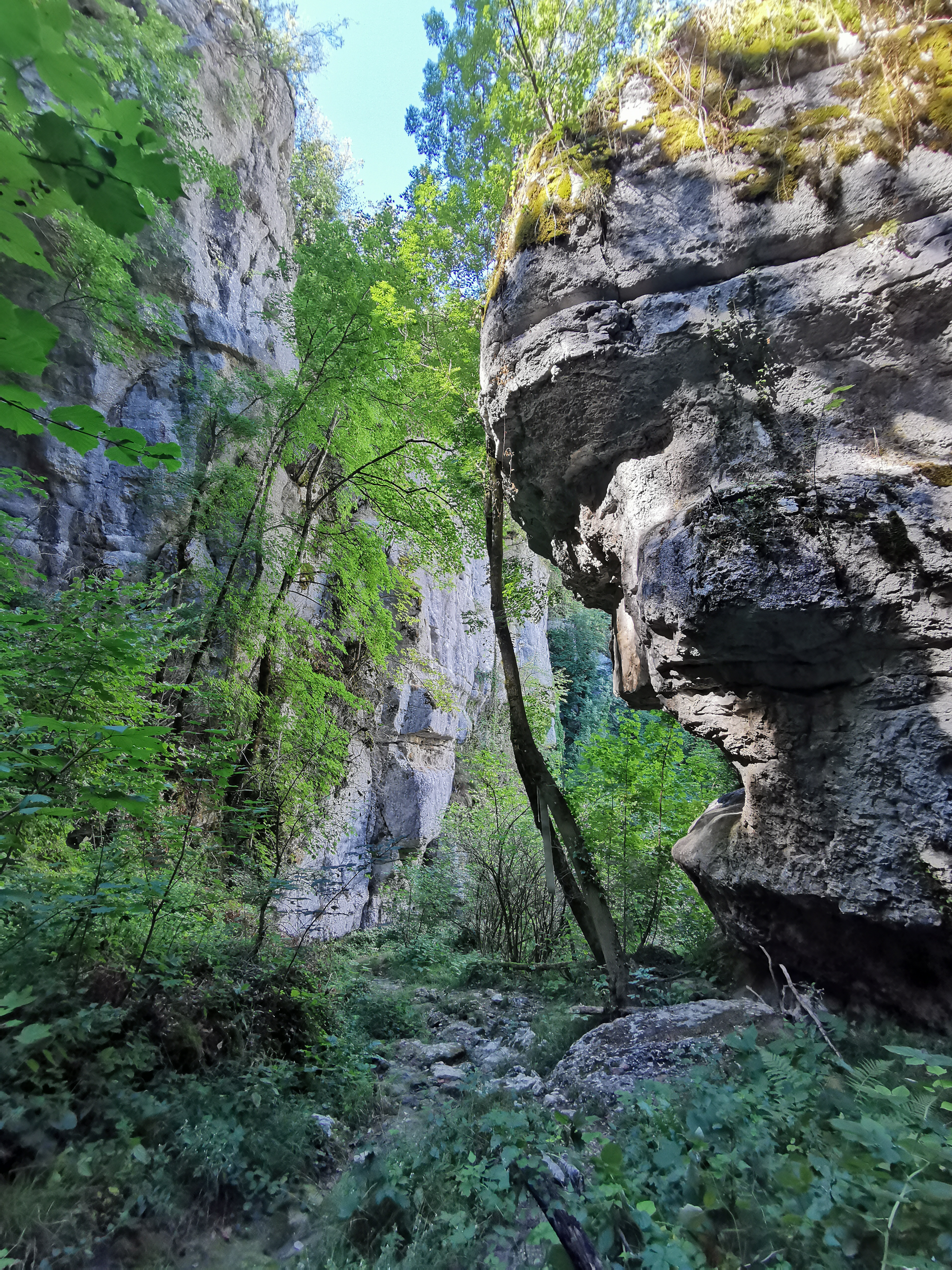
Les gorges du Bret, pas loin de la fontaine du vieil homme étérnel

La commune fait partie du parc naturel régional de Chartreuse.
- Le lac[10].
- Les gorges du Bret[10].

### Personnalités liées à la commune
- Jean de Revol, des seigneurs de la Revollière, évêque d'Orange en 1349.
- Ennemond de Revol, fils de Louis de Revol, secrétaire d'État à la guerre sous Henri III, sera évêque de Dol-de-Bretagne en 1590, son neveu Antoine de Revol, également évêque de Dol en 1604.

## Galerie

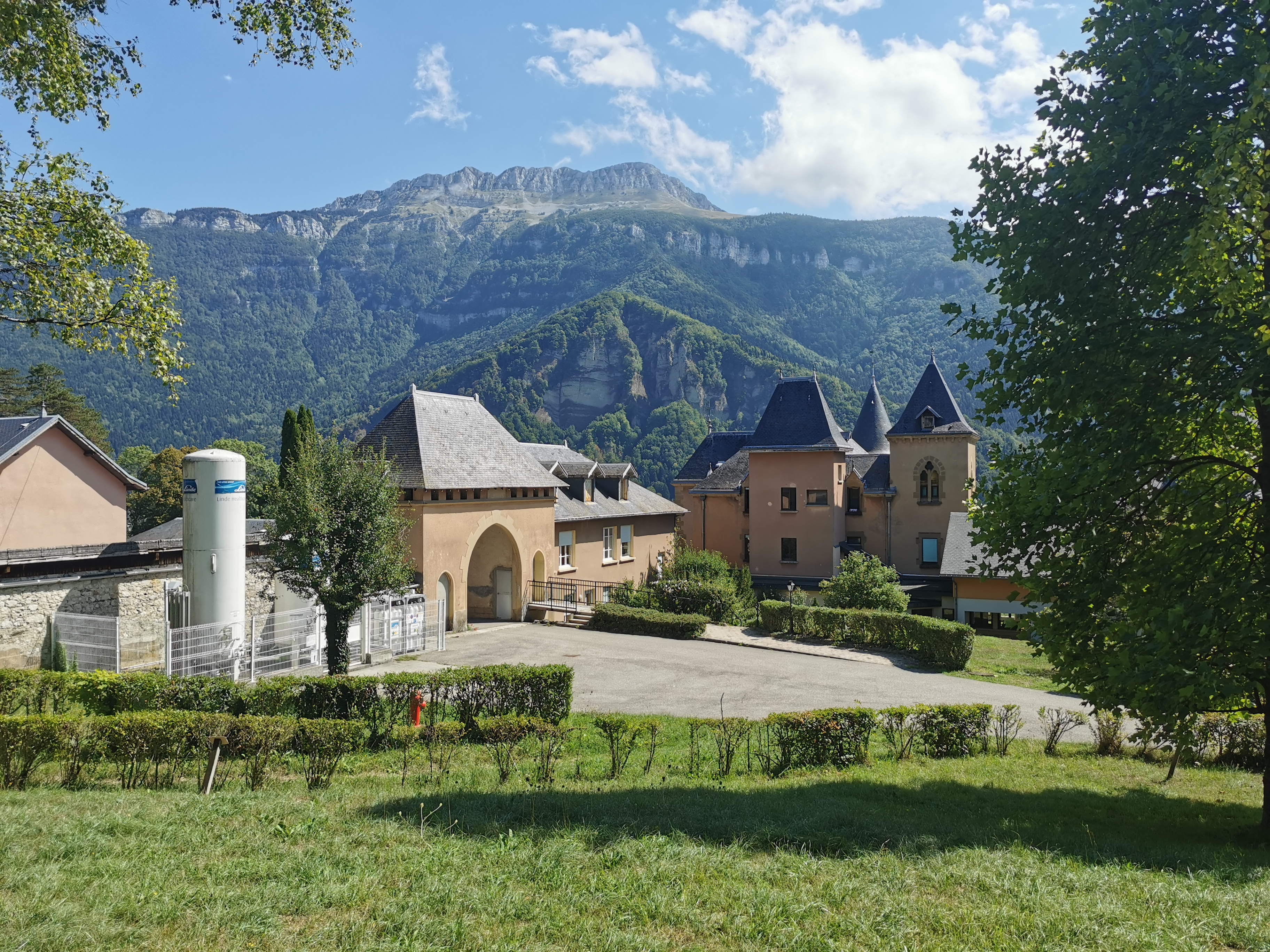
Centre Henri Bazire devant la Grande Sure